# Stygian: Reign of the Old Ones
Stygian: Reign of the Old Ones — компьютерная ролевая игра, разработанная турецкой студией Cultic Games и вышедшая 26 сентября 2019 года. Сюжет игры основан на Мифах Ктулху Говарда Филлипса Лавкрафта.

## Сюжет
Действие Stygian происходит в постапокалиптическом мире начала XX века. Древние Боги пробудились и уничтожили привычный миропорядок, большая часть человечества обезумела. В городе Аркхем, отрезанном от остального мира искажениями во времени и пространстве, протагонисту снятся загадочные сны с участием Человека в чёрном.

## Игровой процесс
Игроки в начале игры создают персонажей, пользуясь одним из восьми предлагаемых «архетипов», либо собрав свой собственный. От этого зависят стартовые условия, наклонности и мировоззрение.
Действие игры происходит на двухмерной рисованной от руки карте. Сражения проходят на отдельной арене, разбитой на шестиугольники. Однако игрок может выставить против противника только трёх персонажей. В боях можно использовать оружие ближнего боя, огнестрельное и магию (активное пользование которой истощает рассудок).
Душевное здоровье героев постоянно подвергается испытаниям, однако с помощью специальной системы «веры», также влияющей на диалоги и исход различных событий в игре, его можно поддерживать и частично восстанавливать. Этот ресурс служит аналогом маны для заклинаний (жуткие ритуалы и запретные знания), но при его истощении есть угроза навсегда приобрести психическое расстройство личности, снижающее показатели персонажа, влияющее на диалоги и бой.
В игре присутствуют отсылки ко многим произведениям Говарда Лавкрафта («Изгой», «Показания Рэндольфа Картера», «Цвет из иных миров» и т. д.).

## Оценки и мнения
| Русскоязычные издания | Русскоязычные издания |
| Издание               | Оценка                |
| --------------------- | --------------------- |
| «Игромания»           | [ 1 ]                 |
| «Игры Mail.ru»        | 7,5/10                |

Редактор «Игромании» Евгения Сафонова дала игре оценку «Достойно» (4 балла). Сильными сторонами проекта она назвала вариативность игрового процесса, ролевую систему, а также графическую и музыкальную составляющие. В то же время она отметила наличие технических проблем и указала на старомодный интерфейс и отсутствие возможности для самостоятельного сохранения.
Обозреватель издания 3DNews Daily Digital Digest Денис Щенников поставил игре 8 баллов. Его похвалы были удостоены ролевая система, игровой мир, визуальное оформление, критики — технические недоработки и дисбаланс